# Rājpur
Rājpur är en ort i Indien.   Den ligger i distriktet Barwani och delstaten Madhya Pradesh, i den centrala delen av landet, 800 km söder om huvudstaden New Delhi. Rājpur ligger 231 meter över havet och antalet invånare är 19 396.
Terrängen runt Rājpur är platt. Runt Rājpur är det ganska tätbefolkat, med 185 invånare per kvadratkilometer. Närmaste större samhälle är Anjad, 14,0 km nordväst om Rājpur. Trakten runt Rājpur består till största delen av jordbruksmark.